# Gerhard Kegel (Jurist)
Gerhard Kegel (* 26. Juni 1912 in Magdeburg; † 16. Februar 2006 in Daun, Eifel) war ein deutscher Professor für internationales und ausländisches Privatrecht an der Universität zu Köln.

## Leben
Gerhard Kegel wurde in Magdeburg als Sohn eines Oberkonsistorialrats geboren und wuchs in Templin auf.

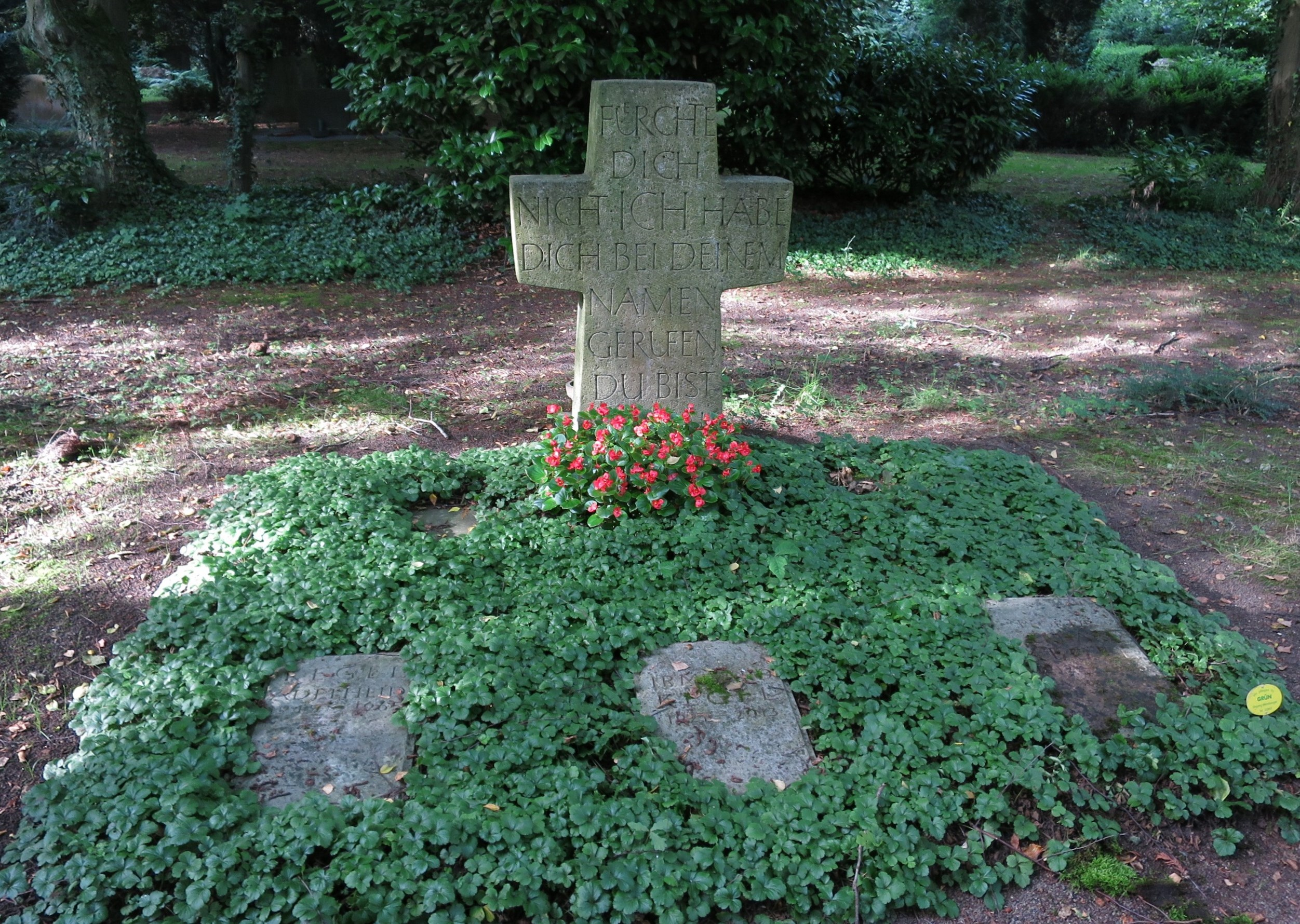
Grabstätte der Familie Kegel

Er studierte Rechtswissenschaften an der Friedrich-Alexander-Universität Erlangen, Georg-August-Universität Göttingen und der Friedrich-Wilhelms-Universität. 1938 wurde er in Berlin mit der Arbeit Probleme der Aufrechnung – Gegenseitigkeit und Liquidität promoviert. Sein Doktorvater war Ernst Rabel.
Nachdem er im Zweiten Weltkrieg Offizier der Wehrmacht war, habilitierte sich Kegel 1946 in Köln.
1950 erfolgte der Ruf an die Universität zu Köln als Ordinarius für internationales und ausländisches Privatrecht. Von 1950 bis 1977 war er zudem Direktor des Instituts für internationales und ausländisches Privatrecht in Köln.
Zu seinen Schülern zählen Rudolf Wiethölter, Jochen Schröder, Alexander Lüderitz, Klaus Schurig, Hans-Joachim Musielak, der Islamist Said Ramadan und der spätere Staatspräsident Griechenlands Karolos Papoulias.
Kegel wurde auf dem Kölner Friedhof Melaten (Flur 78 Nr. 42–44) beigesetzt.

## Leistungen
Gerhard Kegel begründete das rechtsvergleichende akademische Nachwuchsprogramm mit der Law School der University of California in Berkeley. Er war Verfasser der vollständigen Kommentierung zum Internationalen Privatrecht (IPR) im Soergel'schen Großkommentar zum BGB. Über 50 Jahre lang war er aktives Mitglied der Nordrhein-Westfälischen Akademie der Wissenschaften, außerdem übte er die Tätigkeit des Präsidenten des Deutschen Rates für IPR aus. Kegel war Initiator und erster Vorsitzender der Deutschen Gesellschaft für Chinesisches Recht sowie auswärtiges wissenschaftliches Mitglied des Max-Planck-Instituts für ausländisches und internationales Privatrecht in Hamburg.
Gerhard Kegel war zeitweise das älteste Mitglied der Rechtswissenschaftlichen Fakultät der Universität zu Köln. Bis zu seinem Tode war er dort regelmäßig anzutreffen und arbeitete in Fachgesprächen und Betreuung von Doktoranden.

## Auszeichnungen
- 1983: Professor honoris causa der juristischen Fakultät des Colegio Mayor de Nuestra Senora del Rosario in Bogotá, Kolumbien
- 1983: Ehrendoktorwürde der juristischen Fakultät der Universität Mannheim
- 1987: Großes Verdienstkreuz des Verdienstordens der Bundesrepublik Deutschland
- 2005: Verdienstorden des Landes Nordrhein-Westfalen

### Werke
- Verwirkung, Vertrag und Vertrauen, 1993
- Internationales Privatrecht, 7. Aufl., München 1995
- Internationales Privatrecht, 8. Aufl. München 1999 (zs. mit Klaus Schurig)
- Internationales Privatrecht, 9. Aufl. München 2004 (zs. mit Klaus Schurig)
- (Hrsg.) Gutachten zum internationalen und ausländischen Privatrecht 1996, Baden-Baden 1997
- (Hrsg.) Gutachten zum internationalen und ausländischen Privatrecht 1997, Baden-Baden 1999
- Humor und Rumor: Erinnerungen, München 1997

### Sekundärliteratur
- Hilmar Krüger: Gerhard Kegel (1912–2006). In: RabelsZ. Band 71, 2007, S. 1–5 (web.archive.org [DOC; 35 kB; abgerufen am 17. Oktober 2021]).
- Heinz-Peter Mansel: Gerhard Kegel †. In: NJW. 2006, S. 1109 sq. (web.archive.org [PDF; 32 kB; abgerufen am 17. Oktober 2021]).